# A Última Loucura de Mel Brooks
A Última Loucura de Mel Brooks (em inglês:  Silent Movie) é um filme de comédia satírica estadunidense de 1976 coescrito, dirigido e estrelado por Mel Brooks, e lançado pela 20th Century Fox em 17 de junho de 1976. O elenco inclui Dom DeLuise, Marty Feldman, Bernadette Peters e Sid Caesar. com aparições de Anne Bancroft, Liza Minelli, Burt Reynolds, James Caan, Marcel Marceau e Paul Newman. Embora seja, na verdade, um filme mudo (exceto por uma palavra, música e inúmeros efeitos sonoros), o filme é uma paródia do gênero do cinema mudo, particularmente as comédias de Charlie Chaplin, Mack Sennett e Buster Keaton. Entre as piadas mais famosas do filme está o fato de que a única palavra audível no filme é falada pelo mímico Marcel Marceau. É considerado o filme com menos falas de todo o cinema.

## Sinopse
O diretor de cinema Mel Funn, acompanhado de seus amigos Marty Eggs (Marty Feldman) e Dom Bell (Dom DeLuise), vão a um estúdio de cinema em dificuldades financeiras e apresenta a ideia audaciosa de produzir um filme mudo, na expectativa de salvar a produtora. Em um esforço de fazer o filme mais vendável, eles pretendem recrutar um grupo renomado de estrelas para o projeto, enquanto os credores do estúdio tentam sabotar o filme.

## Elenco
- Mel Brooks como Mel Funn
- Dom DeLuise como Dom Bell
- Marty Feldman como Marty Eggs
- Bernadette Peters como Vilma Kaplan
- Sid Caesar como o Chefe
- Harold Gould como Engole
- Ron Carey como Come
- Burt Reynolds como ele mesmo
- James Caan como ele mesmo
- Liza Minnelli como ela mesma
- Anne Bancroft como ela mesma
- Paul Newman como ele mesmo
- Marcel Marceau como ele mesmo
- Harry Ritz como o homem na alfaiataria
- Liam Dunn como o vendedor de jornais
- Carol Arthur como a mulher grávida
- Yvonne Wilder como a secretária do chefe do estúdio
- Charlie Callas como o homem cego
- Valerie Curtin como a enfermeira
- Henny Youngman como o homem da mosca na sopa

## Recepção
O filme obteve uma classificação de 81% no Rotten Tomatoes. Roger Ebert deu ao filme uma crítica de quatro estrelas. Ele citou como elementos positivos a capacidade de Brooks de fazer qualquer coisa por uma risada e pelo mundo de seus filmes, onde tudo é possível. Ele afirmou que Brooks teve "um considerável risco estilístico", que ele conseguiu "triunfantemente". Ele considerou o filme igual em habilidade cômica para Blazing Saddles (1974), superior a Young Frankenstein (1974) e inferior a The Producers (1968). Ele também elogiou o filme por oferecer uma enciclopédia de piadas visuais, tanto antigas quanto novas.
No 34.º Globo de Ouro, em 1977, o filme recebeu indicações de Melhor Filme de Comédia ou Musical[carece de fontes?], Melhor Ator em Comédia ou Musical para Mel Brooks[carece de fontes?], Melhor Ator Coadjuvante por Marty Feldman[carece de fontes?] e Melhor Atriz Coadjuvante para Bernadette Peters[carece de fontes?], não ganhando nenhum.